# Tulio Manuel Cestero
Tulio Manuel Cestero y Leyba (San Cristóbal, 1877-Santiago de Chile, 1955) fue un escritor y diplomático dominicano.

## Biografía
Nacido el 10 de julio de 1877 en San Cristóbal,«fue primero modernista desaforado; después, en prosa, discípulo de Gómez Carrillo, impresionista ligero y elegante, parnasiano discreto en la forma, sereno y equilibrado; pero, sobre todo, muy amigo del color, que derrama con brillantez deslumbradora. Maneja hábilmente el castellano castizo, tomado sin duda del habla de Santo Domingo, donde se hallan muchas voces usadas en España tan sólo en el pueblo y en los libros clásicos. Presta á sus personajes el lenguaje propio que ellos usan», en palabras de Julio Cejador y Frauca. Falleció el 28 de octubre de 1955 en Santiago de Chile.
Entre sus obras se encontraron títulos como Notas y escorzos (crítica, 1898), Por el Cibao (1901), Una campaña (folleto político-histórico, 1903), El jardín de los sueños (poemas en prosa, 1904), Citerea (poemas dramáticos, 1907), Sangre de primavera (poemas en prosa, 1908), Ciudad romántica (novela, 1911), Hombres y piedras (impresiones de viajes, 1915), Rubén Darío (1916) y La sangre (novela, 1917).